# ASMUI Spiritual Hikes

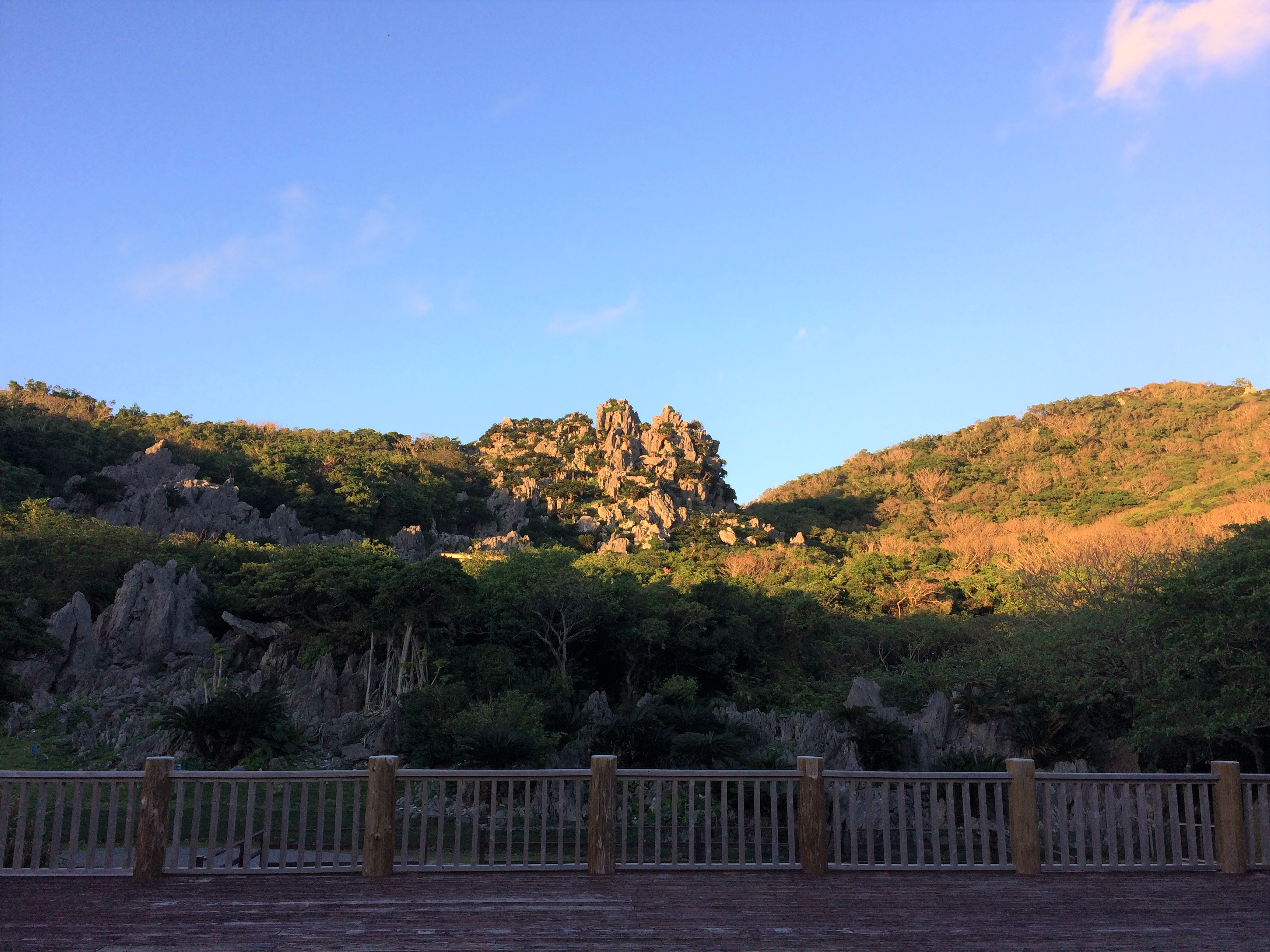
アシ杜の岩山

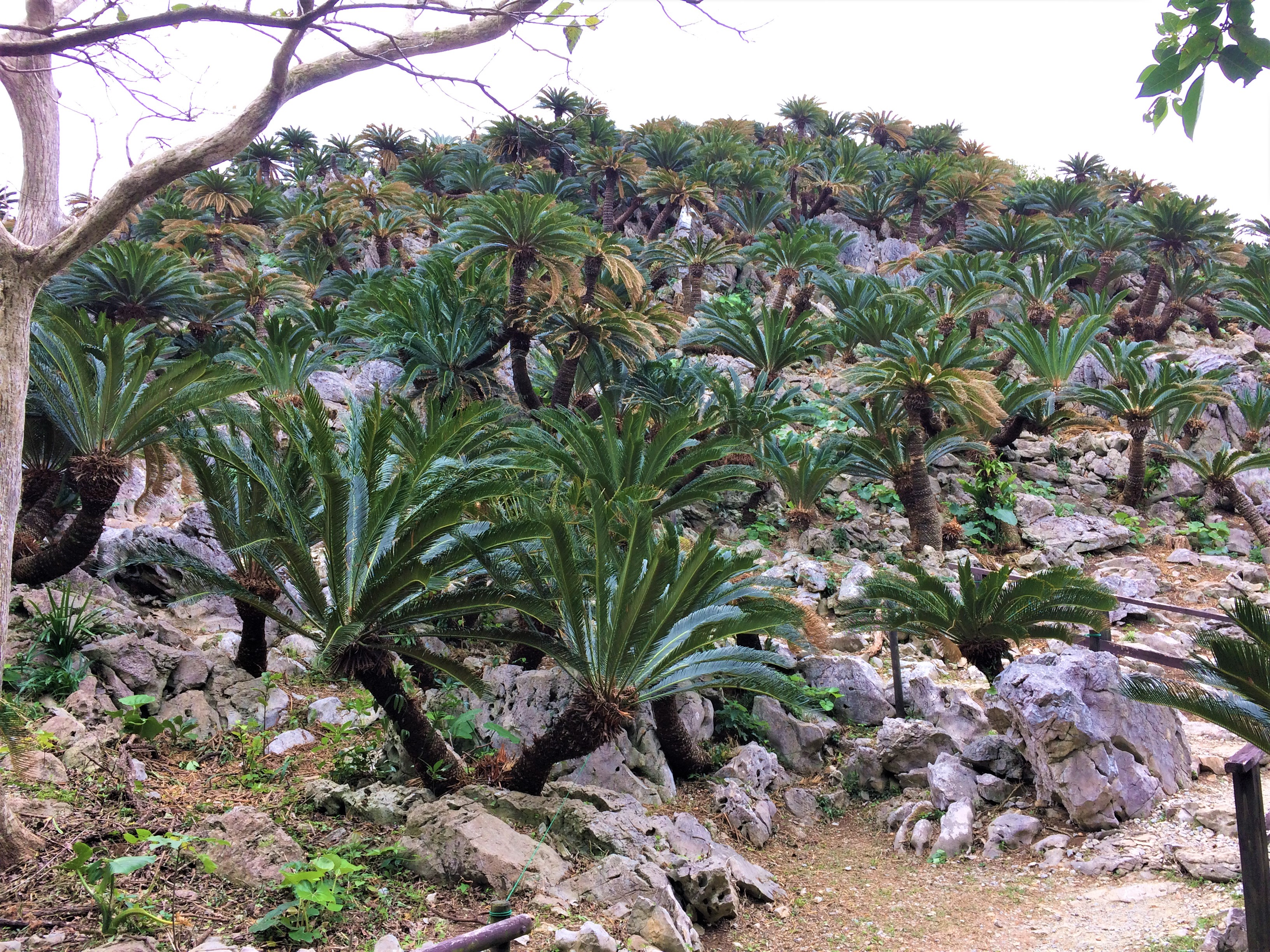
ソテツ群落

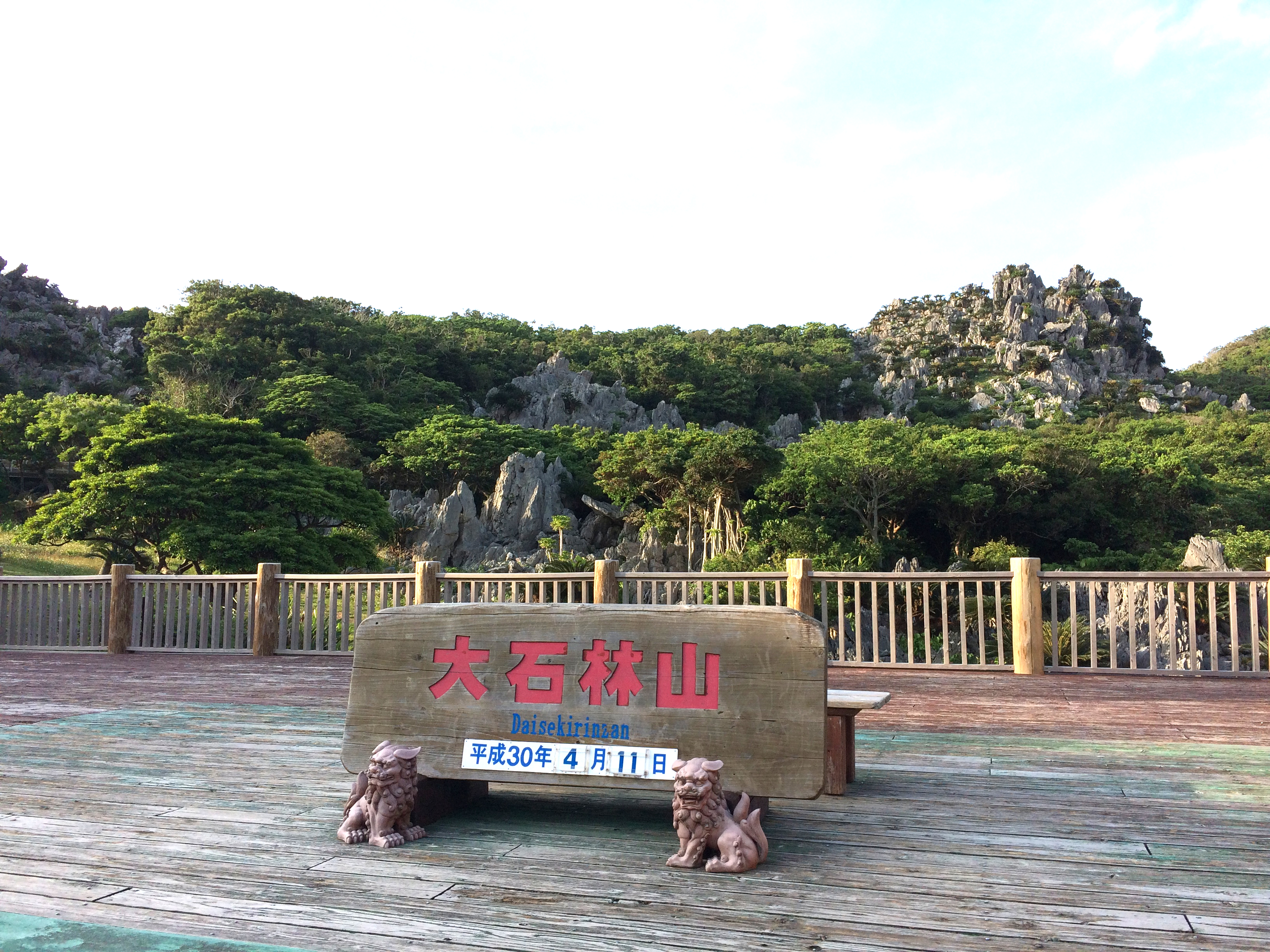
旧大石林山の看板

ASMUI Spiritual Hikes（アスムイ スピリチュアル ハイクス）は、沖縄県国頭郡国頭村に所在する、株式会社南都が運営する観光施設である。
施設名は「大石林山（だいせきりんざん）」だったが、琉球神話でアマミキヨが最初に降り立ったとされる安須森（アスムイ）に位置することから、2024年（令和6年）12月28日に「ASMUI Spiritual Hikes（アスムイ・スピリチュアル・ハイクス）」に名称を変更してリニューアルされた。

## 概要
国頭村のやんばる国立公園内にある切立った岩山（熱帯カルスト）と亜熱帯自然林のトレッキングコースが整備された観光施設で、敷地は企業の私有地で東京ドーム11個分の面積である。ドラマ・映画・CMなどのロケ地としても使われている。2018年4月には沖縄石の文化博物館とレストラン（ふれあい食堂なんと屋）を新設した。
2億5千万年前に形成された石灰岩が長い年月をかけて雨水などの浸食によりできたカルスト地形であり、先端が尖った奇岩石が多く、中国の石林を思わせる景観となっている。熱帯カルストとしては世界最北端の地とされている。

## 沿革
- 1965年（昭和40年）10月1日 - 敷地が沖縄海岸政府立公園に指定される。
- 1972年（昭和47年）5月15日 - 沖縄の本土復帰に伴い、敷地が沖縄海岸国定公園に指定される。
- 2002年（平成14年）3月17日 - 金剛石林山としてオープン。
- 2010年（平成22年）5月 - 名称を大石林山に変更。
- 2016年（平成28年）9月15日 - 敷地が「やんばる国立公園」に指定される。
- 2018年（平成30年）4月28日 - 施設内に「沖縄石の文化博物館」、「ふれあい食堂なんと屋」、売店、パーラーをオープン [2]。
- 2023年（令和5年）4月 - 施設内に「やんばる自然ガイド育成施設」を整備。
- 2024年（令和6年）12月28日 - 施設名を大石林山からASMUI Spiritual Hikes（アスムイ・スピリチュアル・ハイクス）」に変更しリニューアル[1]。

## 現地情報
沖縄本島の北端でやんばる国立公園内に位置する。展望台からは辺戸岬や好天時には奄美群島の与論島や沖永良部島を望むことができる。近隣の観光スポットとして「辺戸岬」、「茅打バンタ」、「義本王の墓」、「辺戸蔡温松並木」、「ヤンバルクイナ展望台」などがある。

### 入山料
（注意：下記の情報から変更されているようです。訪問時はご注意ください）
- 一般入場料
  - 大人（15歳以上）：1,200円
  - シニア（65歳以上）：900円
  - 小人（4歳 - 14歳）：600円

- 団体料金（15名以上）
  - 大人：1,080円
  - 小人：540円

- 障害者割引
  - 大人：750円
  - 小人：420円

- 特別ガイド&ツアー料金
  - ネイチャーガイドツアー  10:00 - （120分）
    - 大人: 3,500円   小人： 2,500円

  - スピリチュアルガイドツアー 13:00 - （150分）
    - 大人: 4,500円   小人： 3,500円

### 沖縄石の文化博物館
大城逸朗（地質学、理学博士）監修のもと、沖縄県41市町村の代表的な岩石標本とともに石製民具類を収集し、石と石の文化を展示紹介している。入館無料。

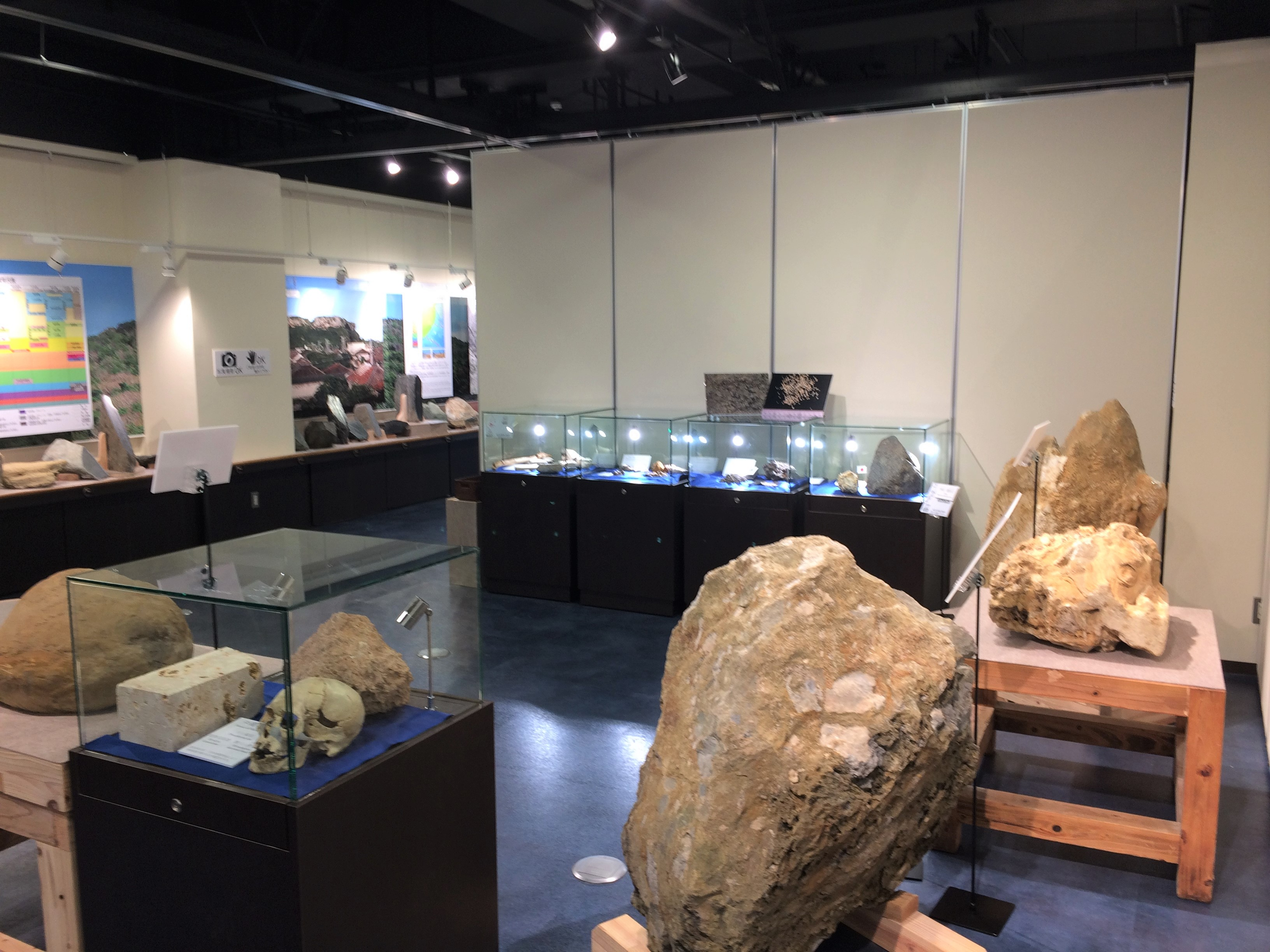
博物館内
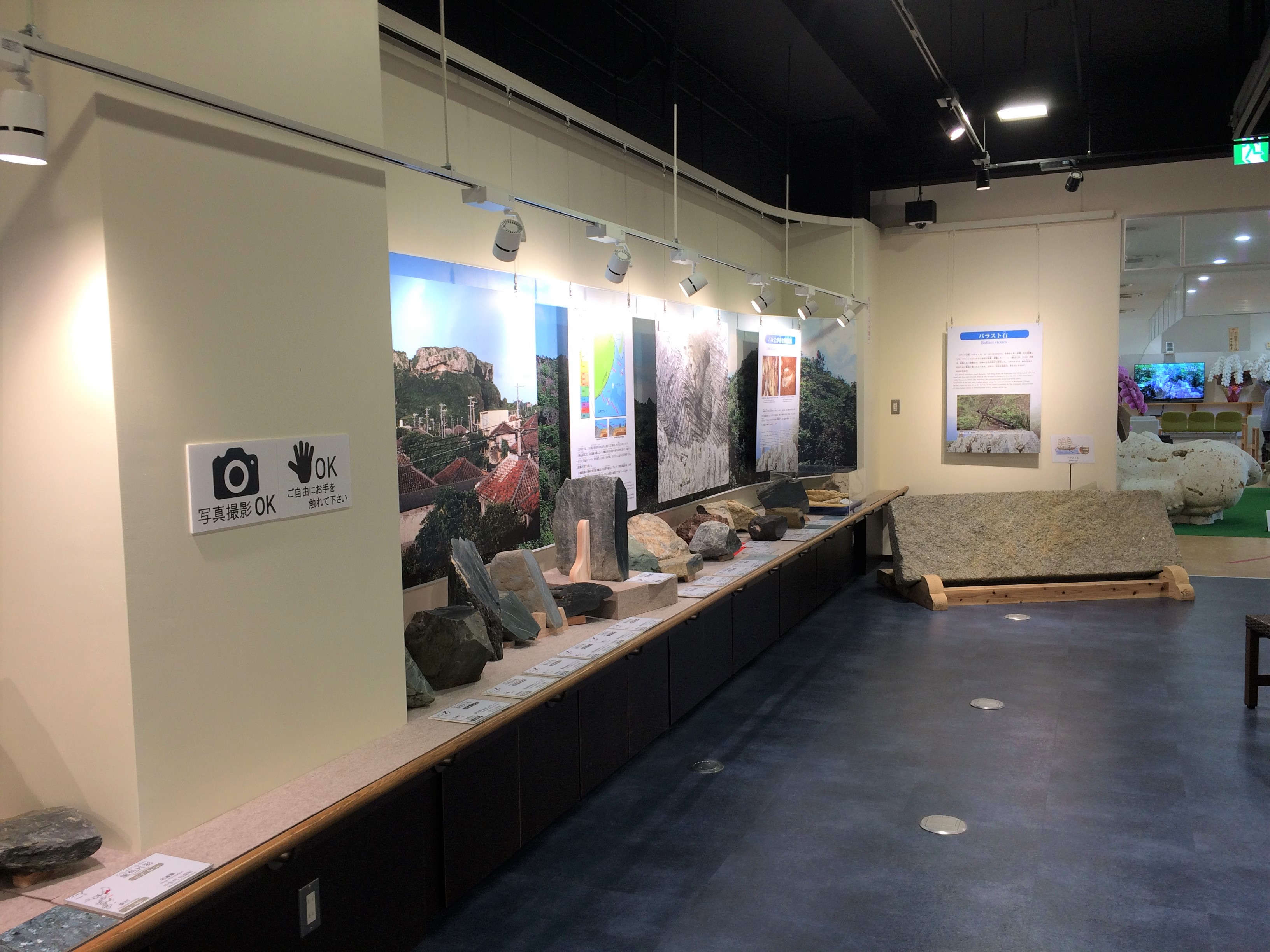
博物館内

### ふれあい食堂なんと屋
年間を通してニガナ・ヨモギ・サクナ等地元で採れたフレッシュな薬草を使った「ぼろぼろじゅーしー」や「薬草スーチカーピザ」などを提供している。

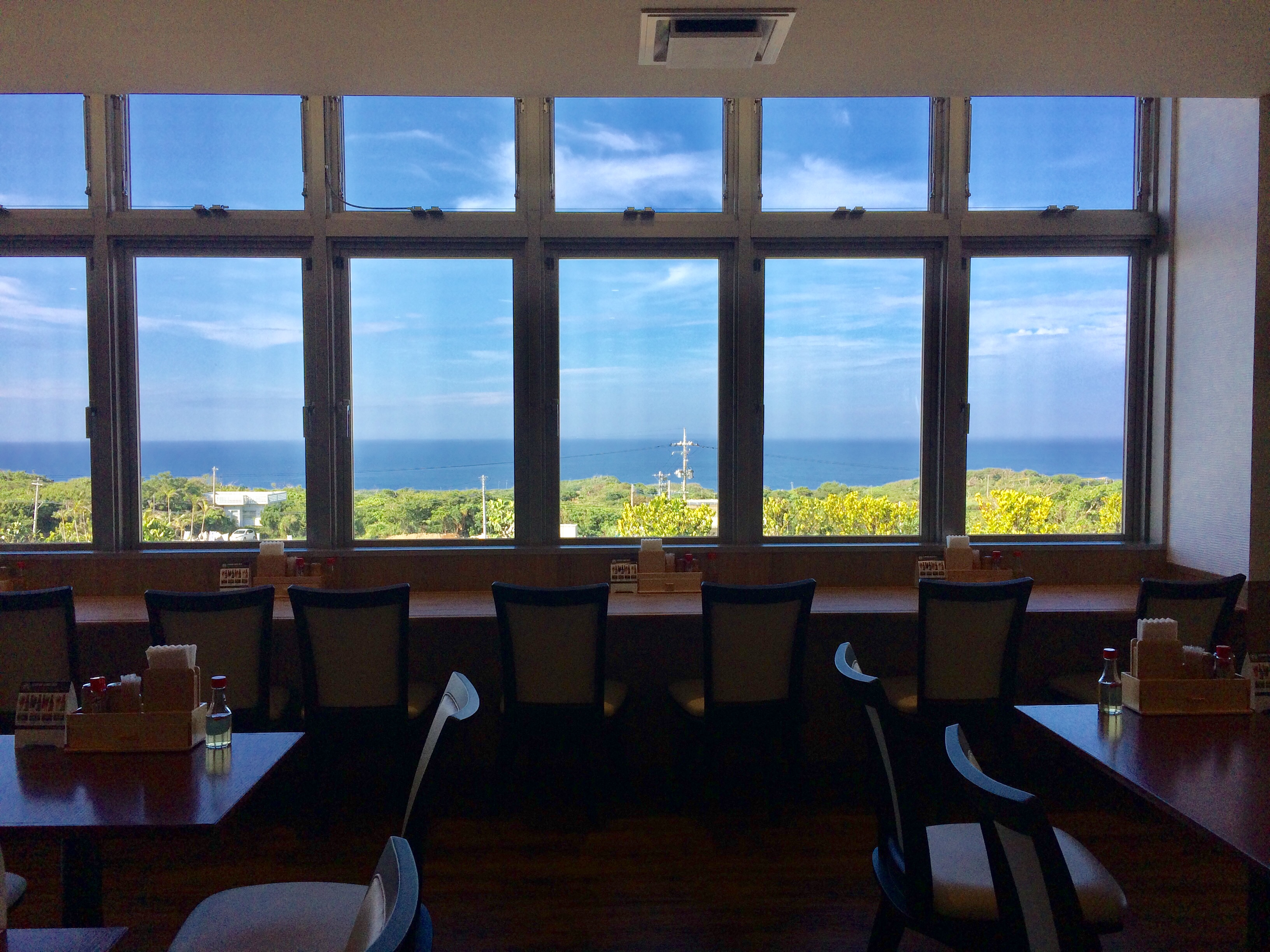
食堂内
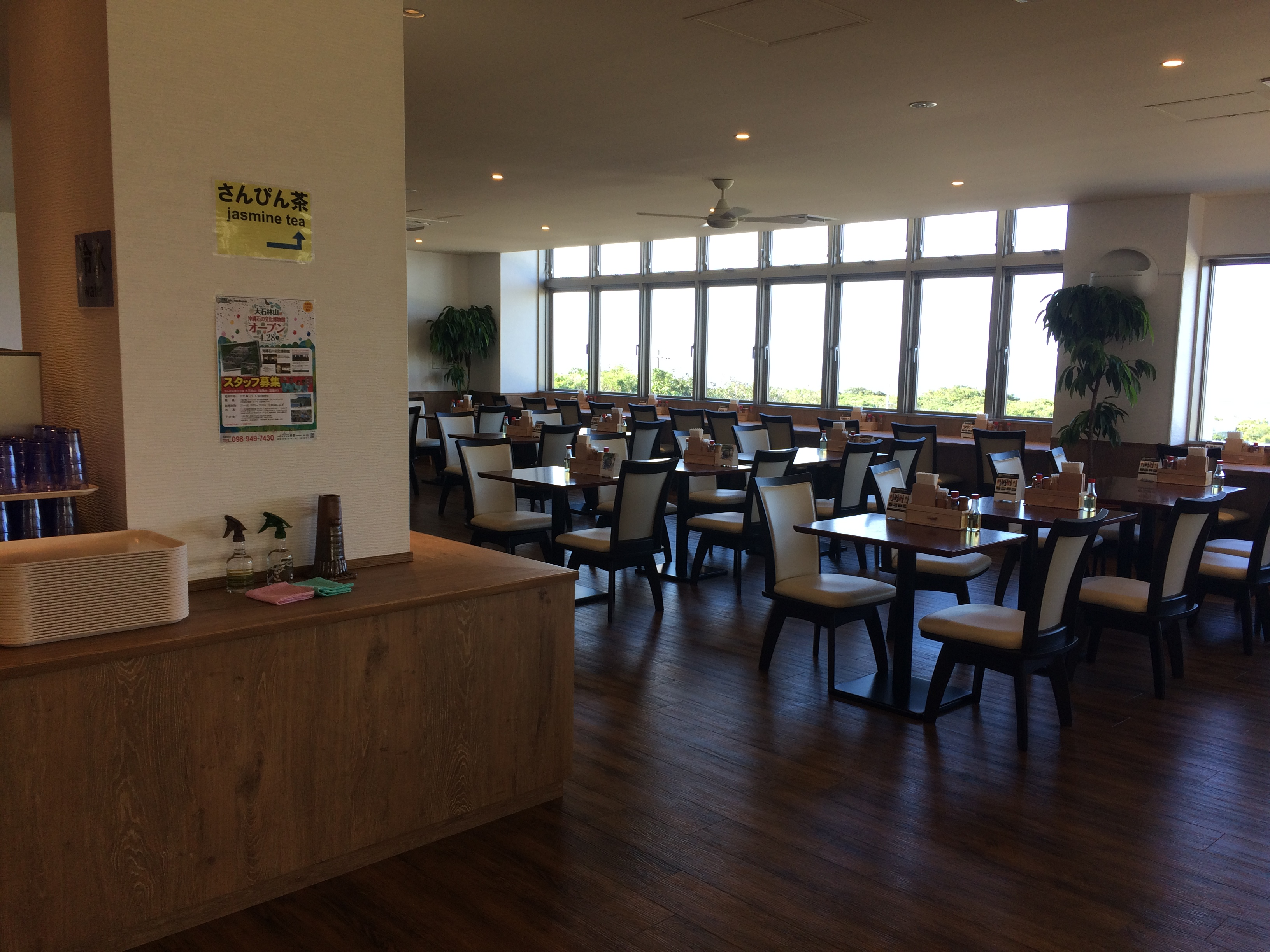
食堂内
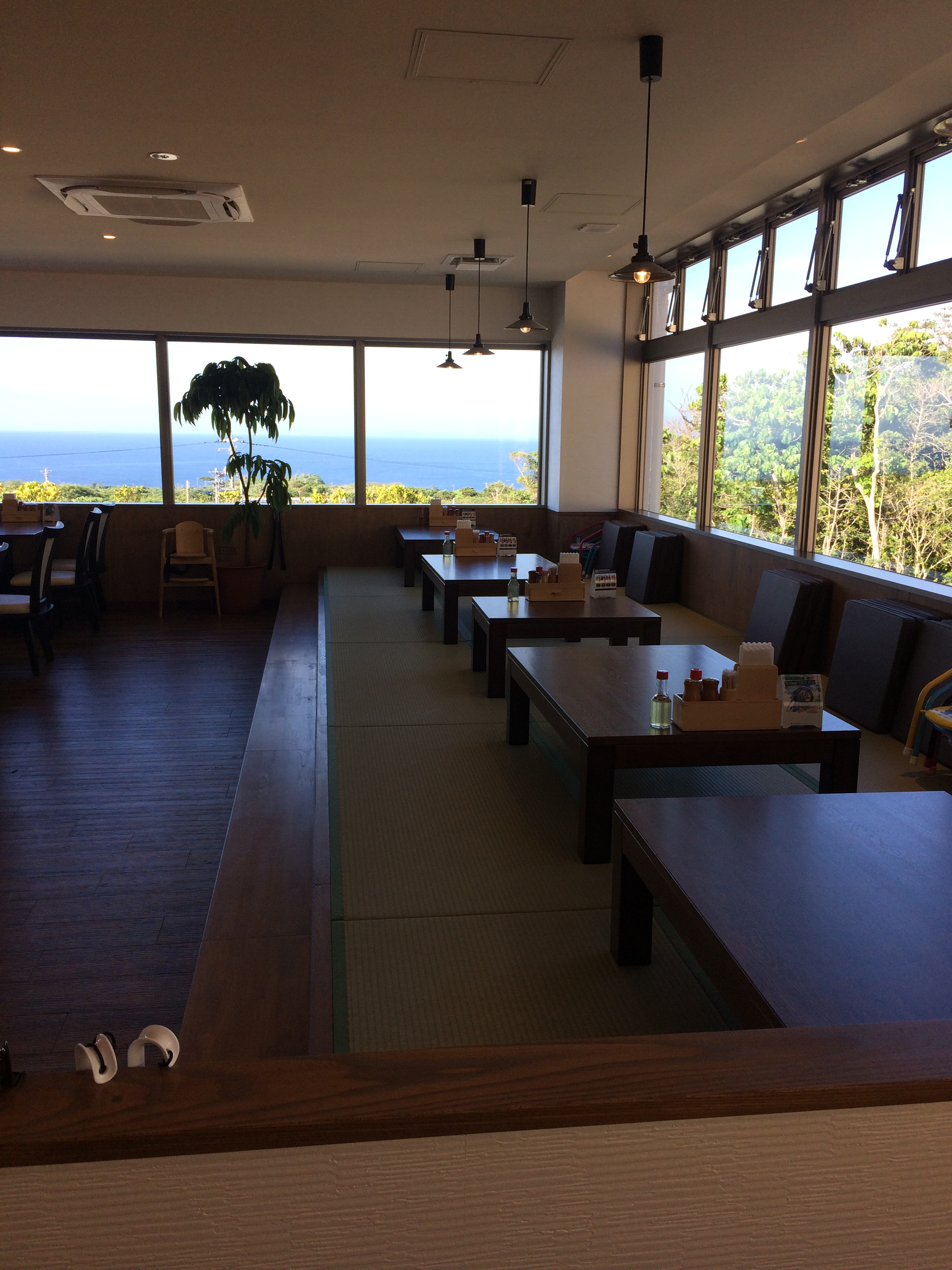
食堂内
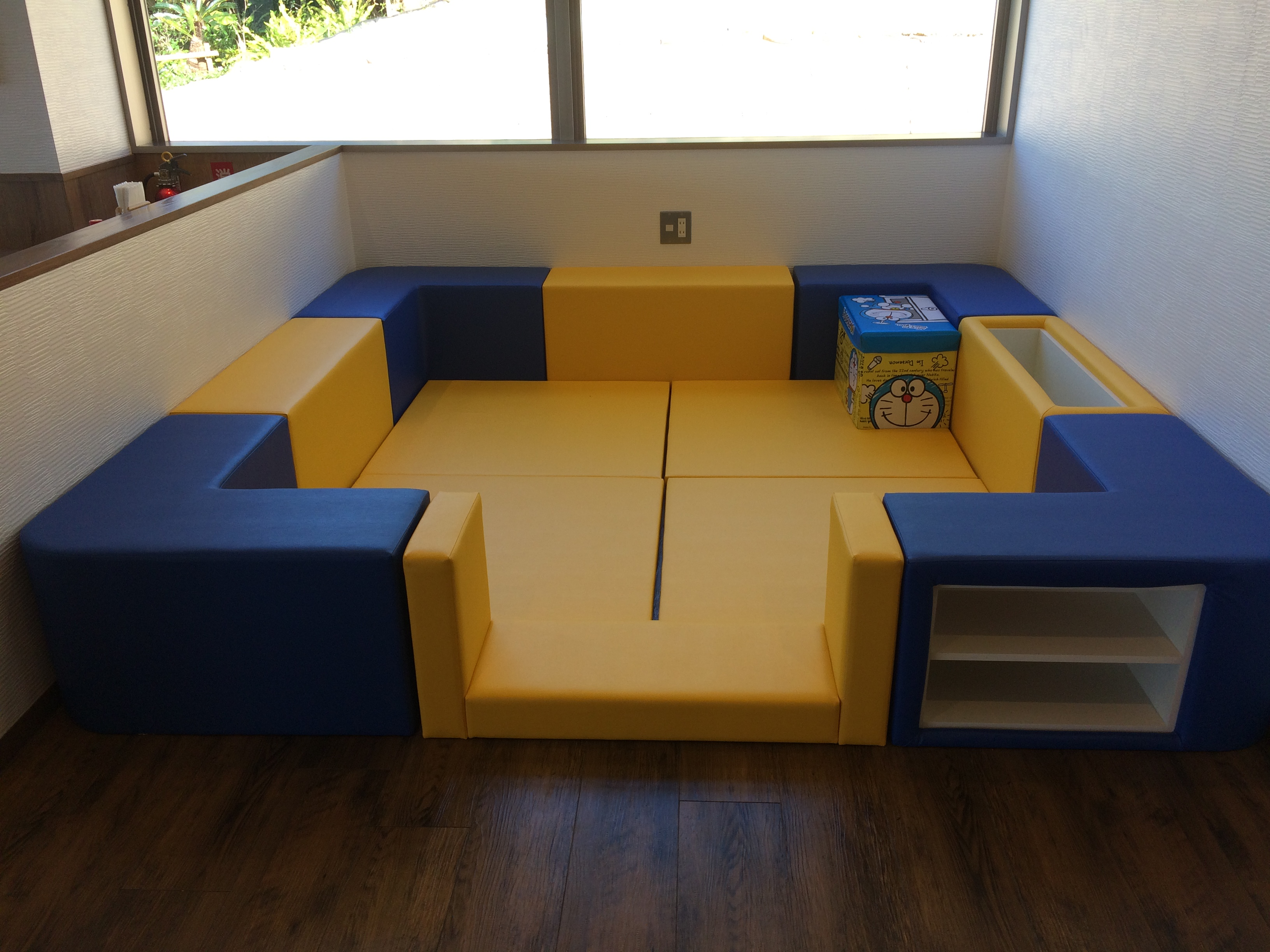
食堂内 子供スペース

### 売店・パーラー

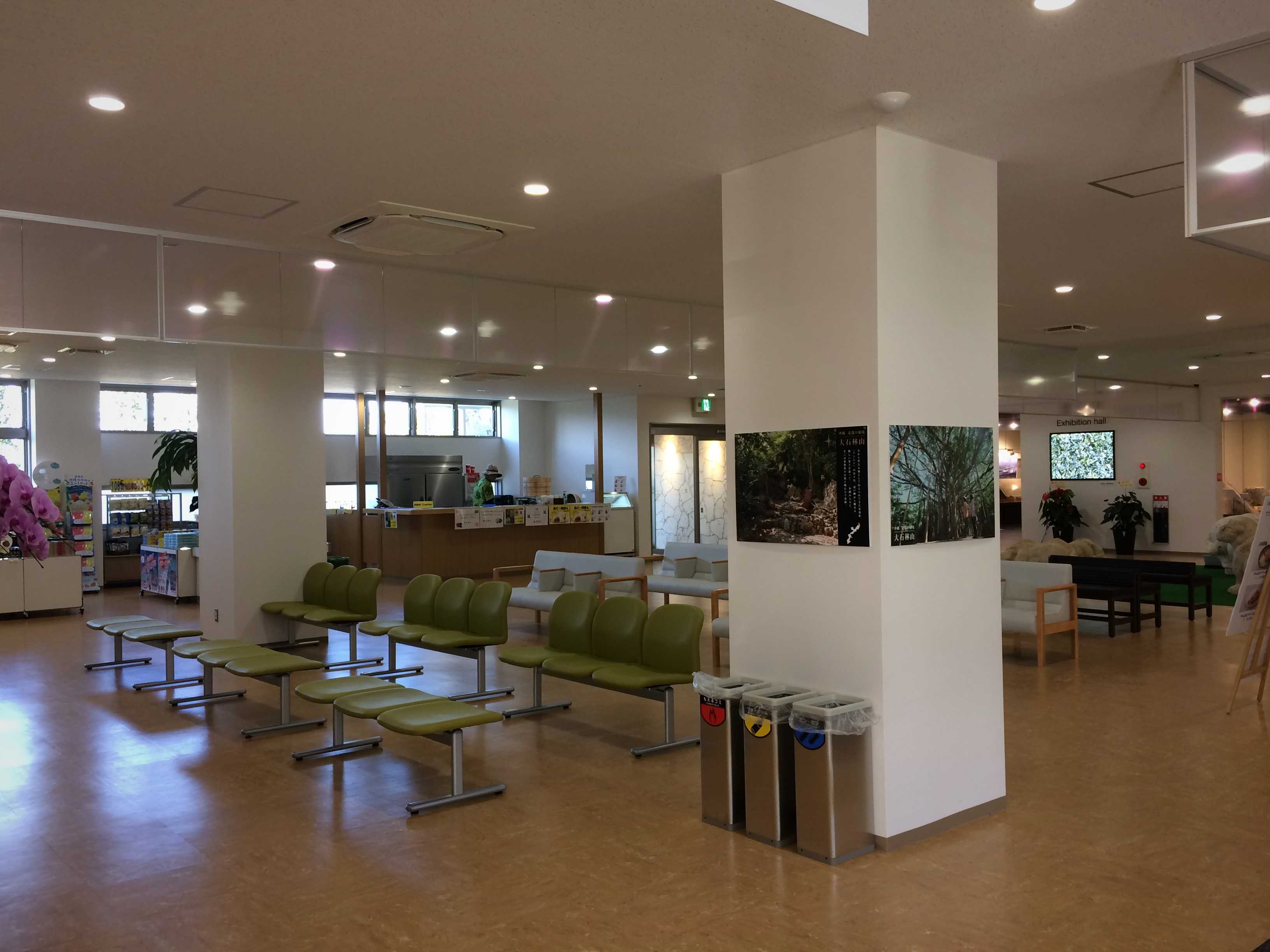
売店
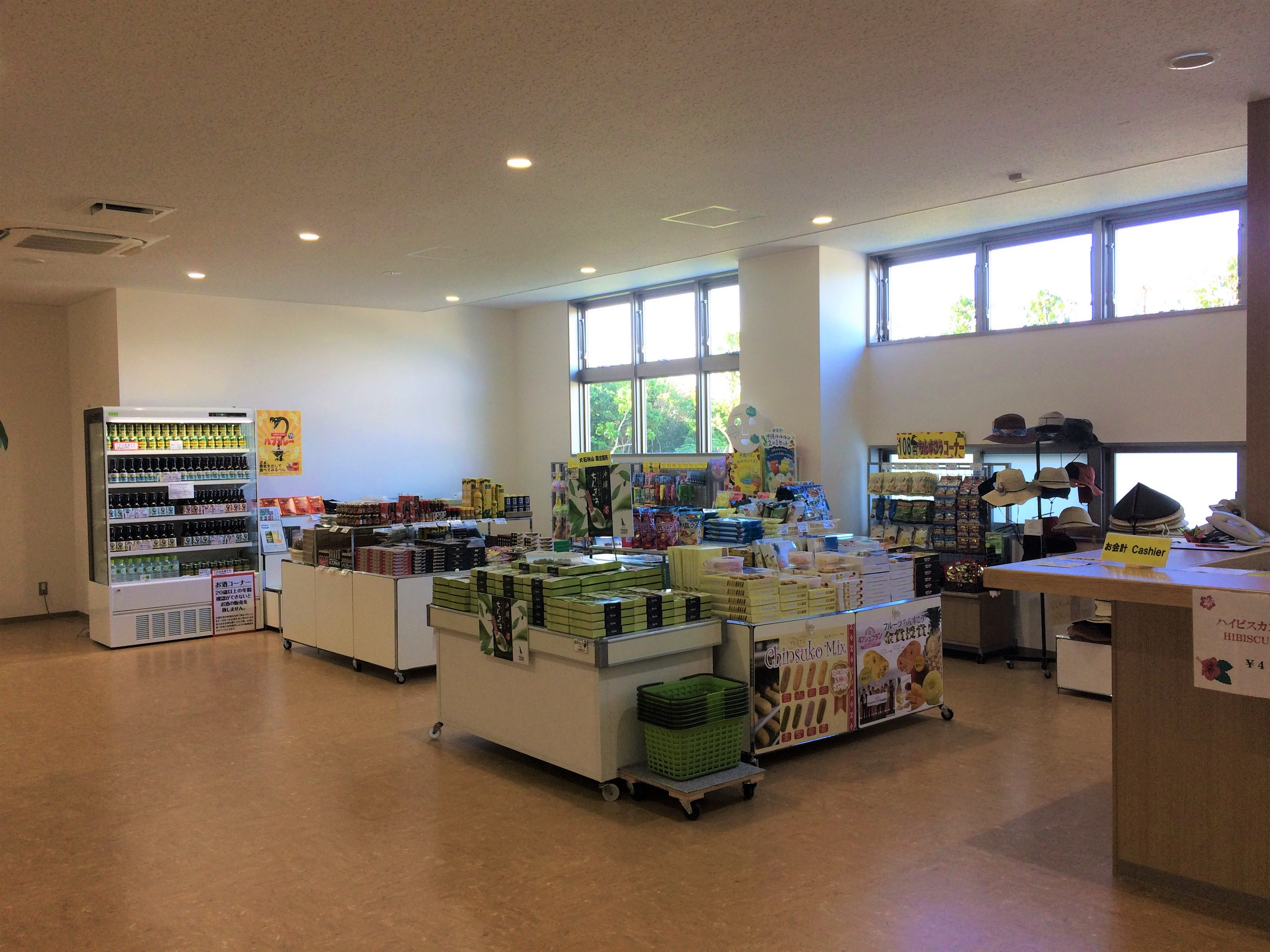
売店

## アクセス
- レンタカー
  - 那覇空港 → （沖縄自動車道）→ 許田IC → （国道58号） → ASMUI Spiritual Hikes
    - 所要時間：休息を含めて約 3 時間

- バス路線 　　
  - 那覇空港 → 名護BT  → 辺土名 → ASMUI Spiritual Hikes
    - 那覇空港国内線ターミナル/やんばる急行バス（那覇空港～名護市役所前 1時間42分）運賃：1,600円（名護BTまで1.2km、徒歩16分/路線バスで4分、160円）
    - 那覇空港国内線ターミナル1番のりば/沖縄エアポートシャトル（那覇空港～名護市役所前 2時間）運賃：1,800円（名護BTまで1.2km、徒歩16分/路線バスで4分、160円）
    - 111・117 高速バス/琉球バス交通・沖縄バス・那覇バス・東陽バス（那覇空港～名護BT 1時間45分）運賃：2,190円
    - 120 名護西空港線/琉球バス交通・沖縄バス（那覇空港～名護BT 2時間30分）運賃：2,000円
    - 67 辺土名線/琉球バス交通・沖縄バス (名護BT～辺土名 1時間) 運賃：1,050円
    - 国頭村営バス（辺土名～辺戸 35分）運賃：500円

## 当地を舞台とした作品
- ドラマ
  - NHK BS時代劇 テンペスト（2011年）主演：仲間由紀恵
  - 琉神マブヤー3（2011年）第7話に登場
  - ハルサーエイカー（2015年）
- 映画
  - ゲゲゲの鬼太郎 千年呪い歌（2008年）
  - 雷桜（2010年）
  - 劇場版テンペスト 3D（2012年）
- 楽曲PV
  - ONE / MiChi（2011年）
  - 美しい稲妻 / SKE48（2013年）